# Жулянська вулиця
Жуля́нська ву́лиця — вулиця в Голосіївському районі міста Києва, житловий масив Теремки-І. Пролягає від Теремківської вулиці до межі міста. 

## Історія
Вулиця виникла в 1-й третині XX століття під такою ж назвою.
У 1977 року було ухвалено рішення Київської міської ради про перейменування вулиці на Коротку як однойменної. Однак фактично було перейменовано іншу вулицю — теперішню вулицю Михайла Максимовича.